# Jean-Étienne Championnet
« Championnet » redirige ici.  Pour le quartier de Grenoble, voir Championnet (Grenoble).
Jean Étienne Vachier dit Championnet, né le 14 avril 1762 à Valence et mort le 9 janvier 1800 à Antibes (Alpes-Maritimes), est un général de division de la Révolution française.

## Origine

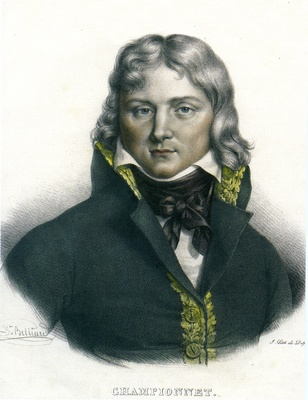
Jean Étienne Championnet

Il est le fils naturel de Madeleine Collion (ou Colion), fille de Pierre Collion et Marie Vachier née le 15 septembre 1740 à Alixan et entrée en 1756 comme servante au service de la famille Grand à Hostun, dans laquelle prospèrent avocats et notaires (ils sont traditionnellement châtelains du lieu pour la puissante famille d'Hostun).
Le père de l'enfant est le fils de la maison, l'avocat Étienne Grand, né le 2 janvier 1739. Celui-ci a obtenu en 1760, après des études de droit à l'université de Valence, le privilège accordé à son père, Claude Grand, hôtelier au logis du Louvre et maître de la poste mort en 1742. Pour ne pas le compromettre, Madeleine déclare comme patronyme à l'état civil celui de sa propre mère, Vachier. Il existe deux actes d'état civil relatant cette naissance, strictement identiques à une exception près : l'un est daté du 13 avril[réf. nécessaire], l'autre du 14,. Étienne surnomme l'enfant « Championnet », en référence à « Champ de Pionnet », une de ses propriétés située au quartier dit « le Championnet » à Valence, où l'enfant a vraisemblablement été conçu. À la mort de son père, Jean Étienne Vachier prend le nom de « Grand-Championnet », puis, à partir de 1792, il ne signe plus que sous le nom de Championnet, les noms nobles ou composés devenant mal vus.
Jean Étienne est élevé de 1765 à 1770 à Soyons par Pierre Brian, un cultivateur. Mis en pension en 1771 chez Savary, précepteur et greffier de la police royale et ducale, il suit ses leçons jusqu'au 1er octobre 1777, avant de partir pour Barcelone. De retour à Valence en mai 1781, il devient le 10 octobre 1782, grâce à son père, adjudicataire général des fermes unies de France, receveur pour la perception des droits, au bureau de La Roche-de-Glun. Deux jours avant sa mort, à Valence le 14 juin 1788, Étienne Grand épouse Madeleine Collion. Ne pouvant léguer directement sa fortune, évaluée à une centaine de milliers de francs, à sa femme et à son fils, il nomme légataire universel Jean-André Colombier, procureur au siège présidial, avec pour mission expresse de leur reverser cet héritage.

## Les débuts de la Révolution française
Il entre fort jeune au service de la patrie et doit à sa valeur un avancement rapide. Membre de la garde nationale dès sa création en 1789, il prend une part importante dans le mouvement révolutionnaire.
Il sert quelque temps en Espagne. Quelques railleries sur l'illégitimité de sa naissance l'ont forcé à s'expatrier. Rentré en France en 1791, il continue la carrière militaire et est nommé chef du 6e bataillon de la Drôme. Il est nommé adjudant-général en 1792. En mai 1793, il est chargé de juguler et neutraliser la révolte des Girondins du Jura, ce qu'il accomplit sans bain de sang.

## La campagne du Rhin

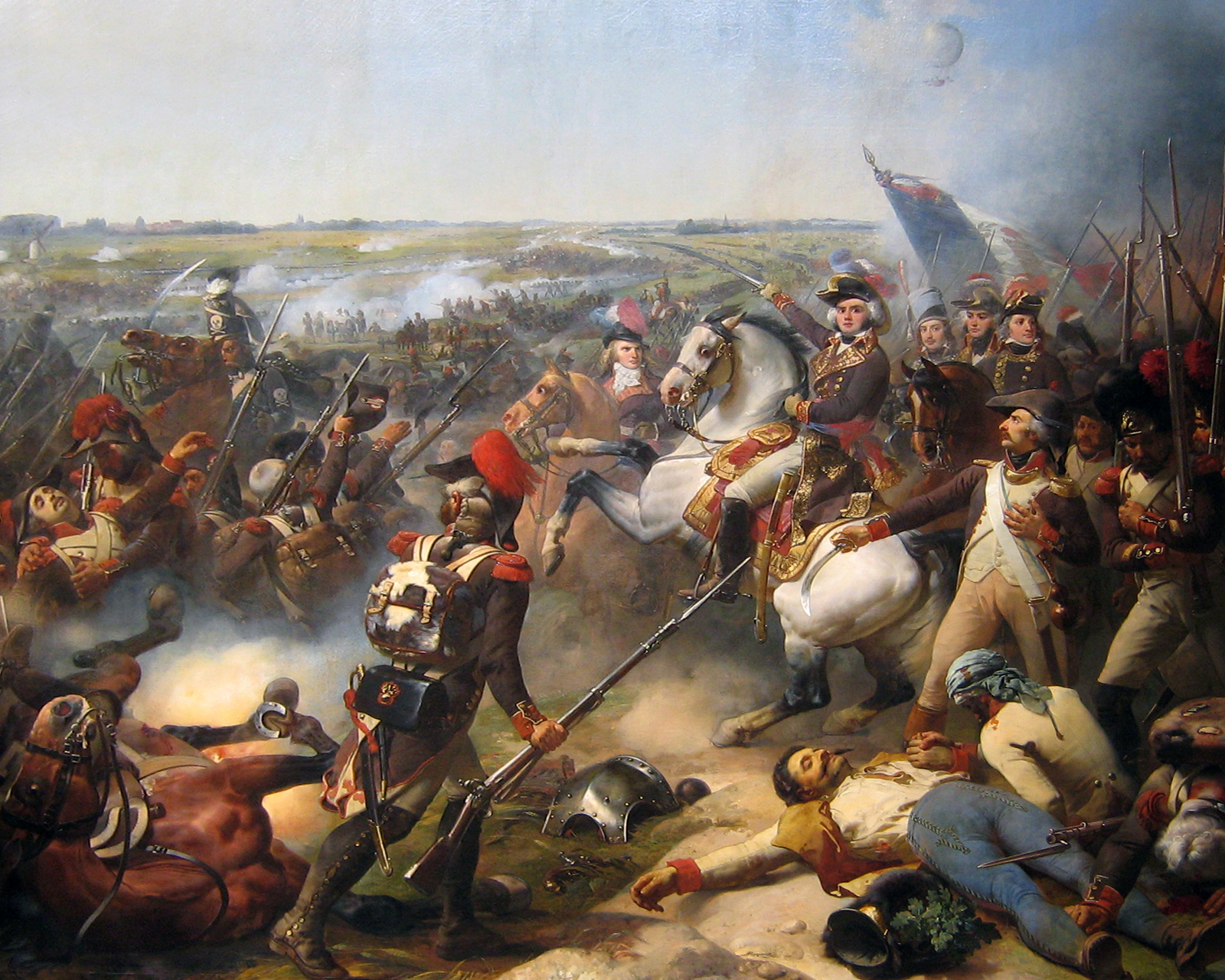
La bataille de Fleurus (1794)

Sous le commandement de Pichegru, il prend part à la campagne du Rhin, puis à Wissembourg et dans le Palatinat, et gagne l'estime de Lazare Hoche. Il est nommé colonel après le combat d'Arlon, et général de brigade le 6 février 1794.
À la bataille de Fleurus le 26 juin 1794, assailli par des forces quatre fois supérieures en nombre, il repousse le prince Charles et culbute la cavalerie de Kaunitz. Par son combat appliqué au centre du champ de bataille, il contribue grandement à la victoire de Jean-Baptiste Jourdan, puis s'élançant à la suite des vaincus, les taille en pièces à Marbais et leur enlève, après un combat sanglant, les hauteurs de Clermont.
Dans les campagnes suivantes, il commande l'aile gauche des armées françaises du Rhin entre Neuwied et Düsseldorf, et son action est décisive dans les succès ou les échecs des expéditions vers le Lahn et le Main. Wurtzbourg, Altenkirchen sont témoins de sa valeur et de son habileté. En mai 1797, il est à la tête de la 4e division composée des 11e régiment de chasseurs à cheval, 24e demi-brigade d'infanterie légère de deuxième formation, et des 78e, 92e et 102e demi-brigades d’infanterie de ligne de deuxième formation. 
Les préliminaires de Leoben viennent arrêter ses succès de ce côté ; mais, chargé du commandement d'un corps d'armée dans le nord, il bat en 1798, à Blankenberge, les Anglais venus pour bombarder Ostende. Il réussit plusieurs actions d’éclat, au point que Hoche dira de lui : « La division Championnet demande où est l’ennemi, elle ne s’informe jamais du nombre ! »

## L'armée de Rome

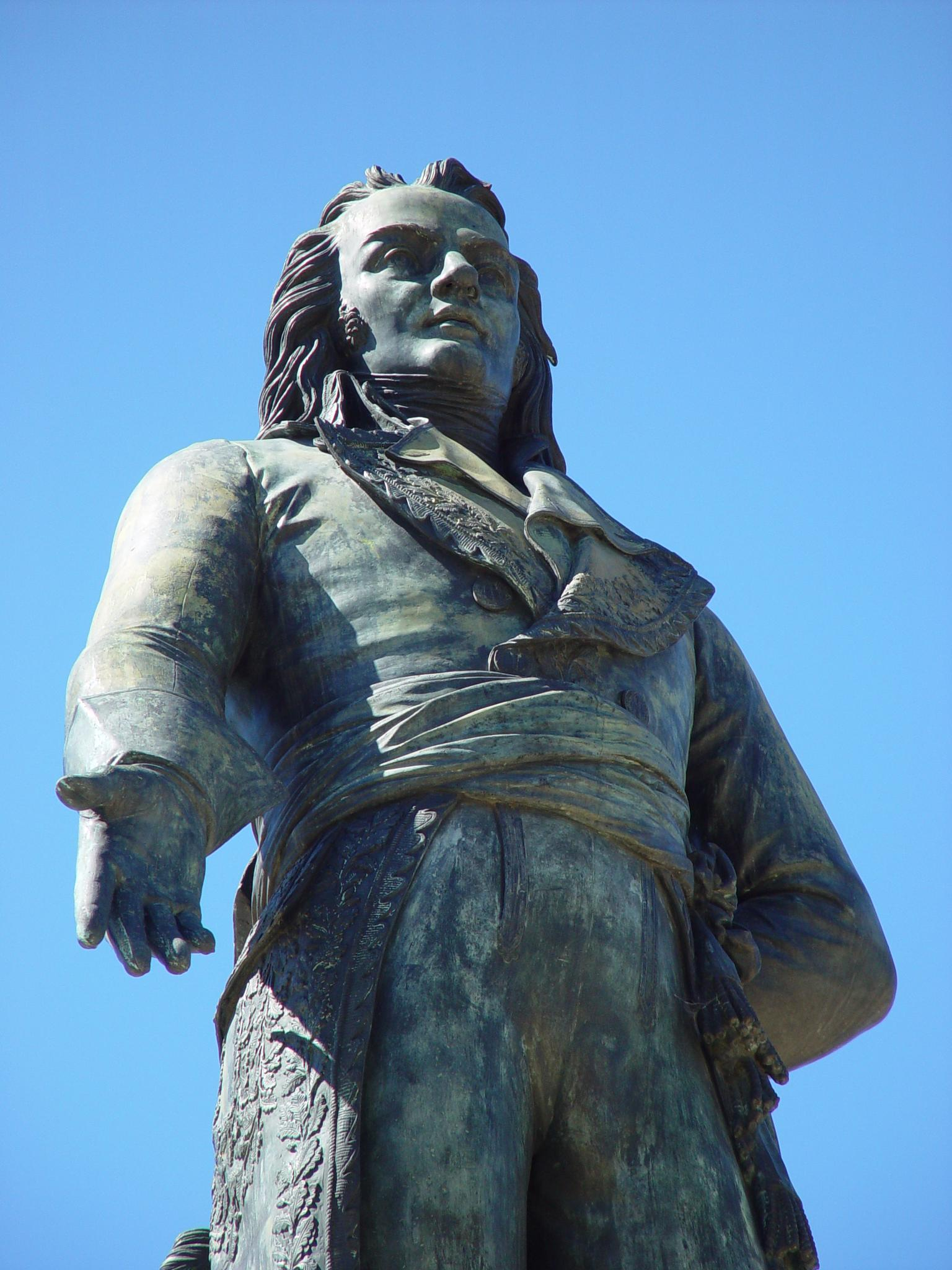
Statue de Championnet sur le Champ de Mars à Valence

En 1798, Championnet est nommé commandant en chef de l'armée de Rome, chargée de protéger la jeune république contre la Cour de Naples et la flotte britannique. Censée être de 32 000 hommes, l'armée n'en compte que 8 000 en état de combattre, avec à peine 15 cartouches par homme.
L'armée de Rome doit se replier devant les 50 000 hommes que le général autrichien Karl Mack pousse devant lui ; 7 000 Anglais débarqués à Livourne, sont dispersés ; bientôt Championnet rentre en vainqueur à Rome, fait investir Capoue et s'empare de Gaëte. Capoue ayant capitulé le 10 janvier 1799, il entre à Naples le 23 janvier 1799, en chassant les Britanniques et les troupes royales. Il organise la République napolitaine qui devait durer jusqu'en juin de la même année.

## La destitution
Ces succès lui suscitent de solides inimitiés qui entraînent sa destitution et son remplacement par Macdonald le 13 février 1799 puis son arrestation le 24 février, par ordre du Directoire, à la suite d'un démêlé qu'il a eu avec un commissaire du gouvernement, et son jugement pour abus de pouvoir. Le général en chef Championnet est traduit devant un conseil de guerre, traîné de brigade en brigade jusqu'à Grenoble, où il est incarcéré jusqu'à la révolution du 30 prairial an VII.

## Le retour en Italie

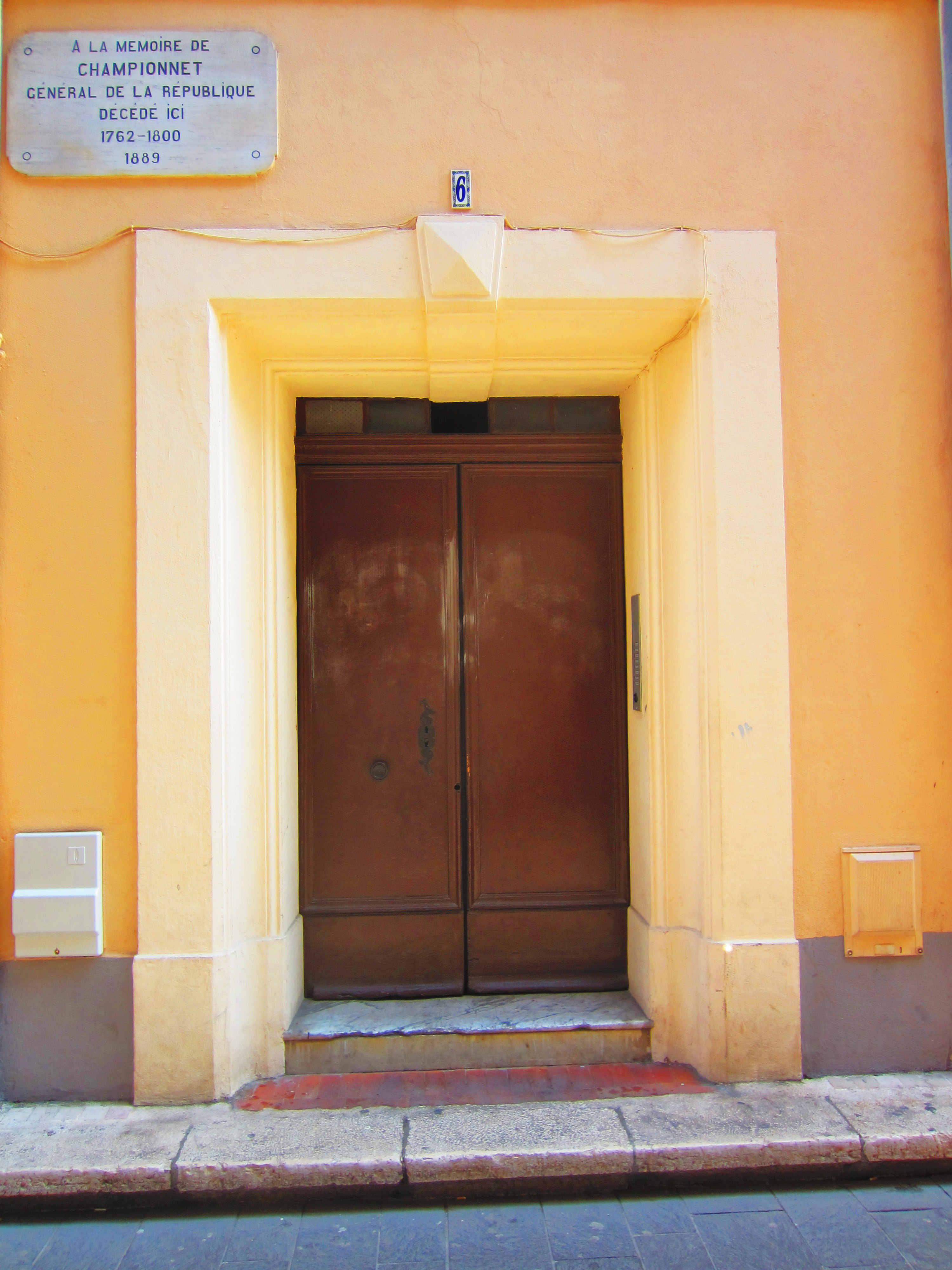
Antibes maison de décès de Jean-Étienne Championnet.

Après le coup d’État du 30 prairial an VII (18 juin 1799) qui ramène les néo-jacobins au pouvoir, Championnet est libéré et reprend de l'activité au commandement de l'armée des Alpes, qu'il doit réorganiser tout entière. Mais, à la tête de soldats trop peu nombreux, démunis et affaiblis par une épidémie de typhus, il échoue dans sa mission de défendre les frontières des Alpes. Chargé de remplacer Joubert, tué à la bataille de Novi, il s'établit sur la rivière de Gênes et s'y trouve bientôt acculé dans la position la plus difficile, sans munitions, sans argent, en face d'un ennemi nombreux ; il est défait par les Autrichiens à la bataille de Genola le 4 novembre 1799. Heureusement le retour de Napoléon Bonaparte vient relever son courage. Il envoie sa démission au Directoire dans une lettre où il signale le jeune général comme le seul homme qui puisse sauver l'Italie.
Après le coup d'État du 18 Brumaire, Championnet demande et obtient son remplacement. Il tombe malade du typhus et s'éteint à Antibes le 9 janvier 1800, à l'âge de 37 ans. Il est enterré au Fort Carré.

## Carnaval de Frosinone
La figure du général Championnet est liée au Carnaval de Frosinone : le Mardi gras, au cours de la « fête de la Radeca », un mannequin représentant le général est promené sur un char dans les rues du centre historique de la ville avant d'être livré aux flammes à la fin de la journée.

## Monuments
Son cœur, suivant son désir, fut déposé, à Valence, dans la chapelle de Saint-Ruf, utilisée comme temple de la Raison et devenue aujourd'hui temple protestant Saint-Ruf. L'urne funéraire contenant son cœur, offerte par Napoléon Bonaparte, s'y trouve dans un monument élevé au fond de l'abside.
À Valence, sa statue construite par Victor Sappey en 1848 trône sur le Champ de Mars.
Antibes exhibe, place Masséna, à côté de la cathédrale, son buste par Léopold Morice (1891). 
Sa tombe est près du Fort Carré.
Son nom figure sur l'arc de Triomphe, à Paris.

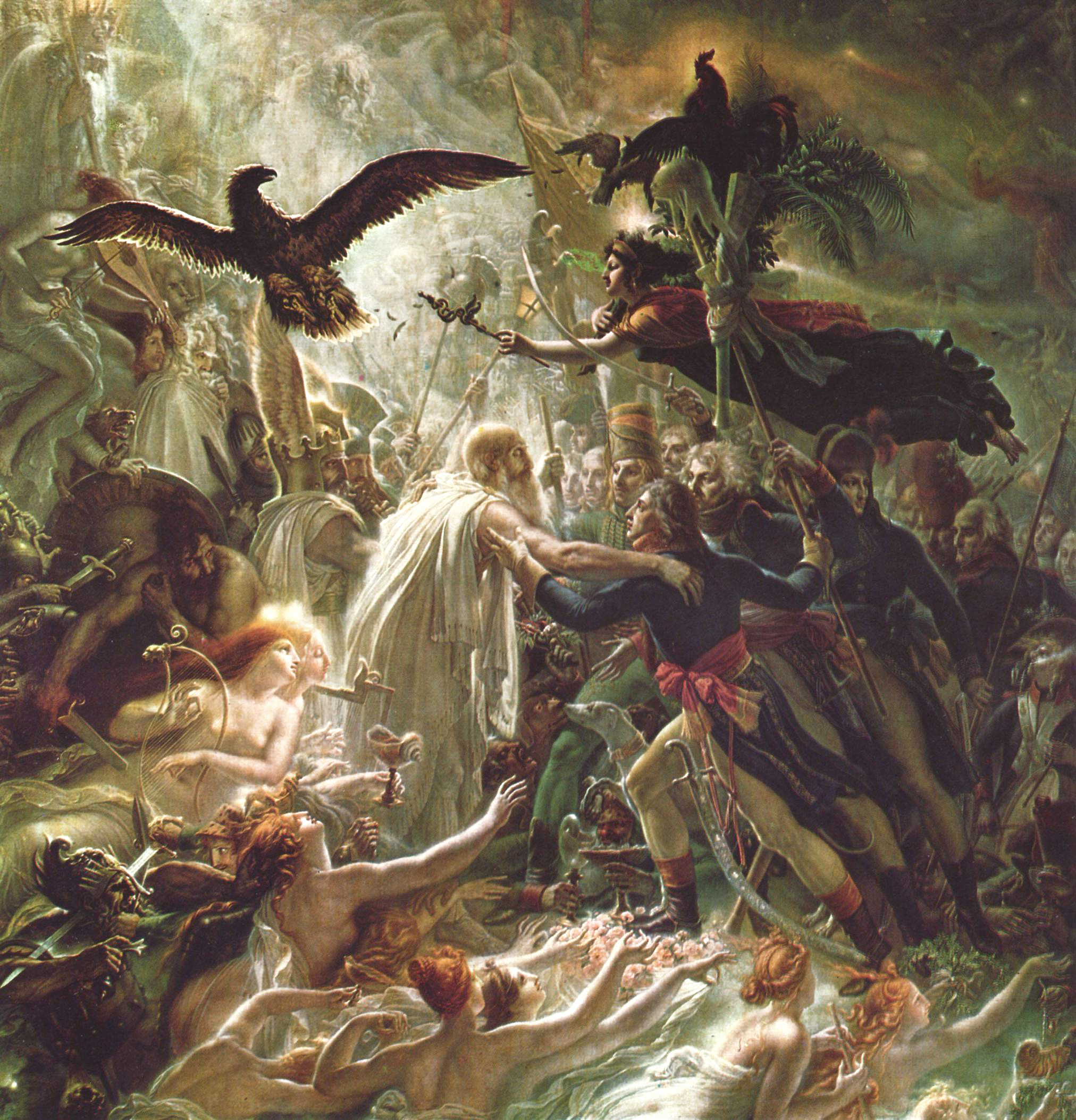
L’Apothéose des Héros français morts pour la patrie pendant la guerre de la Liberté par Girodet
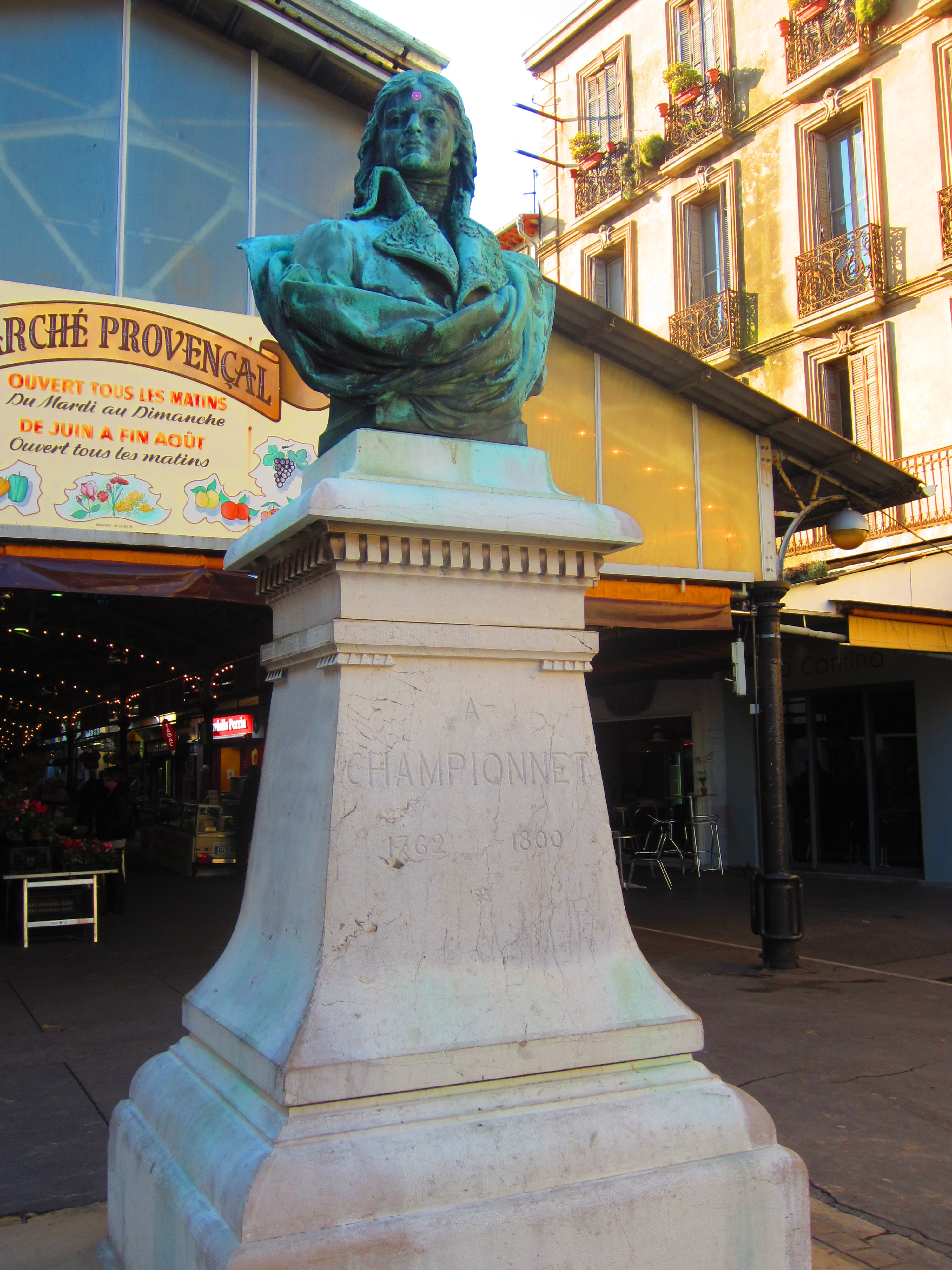
Buste le représentant réalisé par Léopold Morice, sur la place Masséna à Antibes.
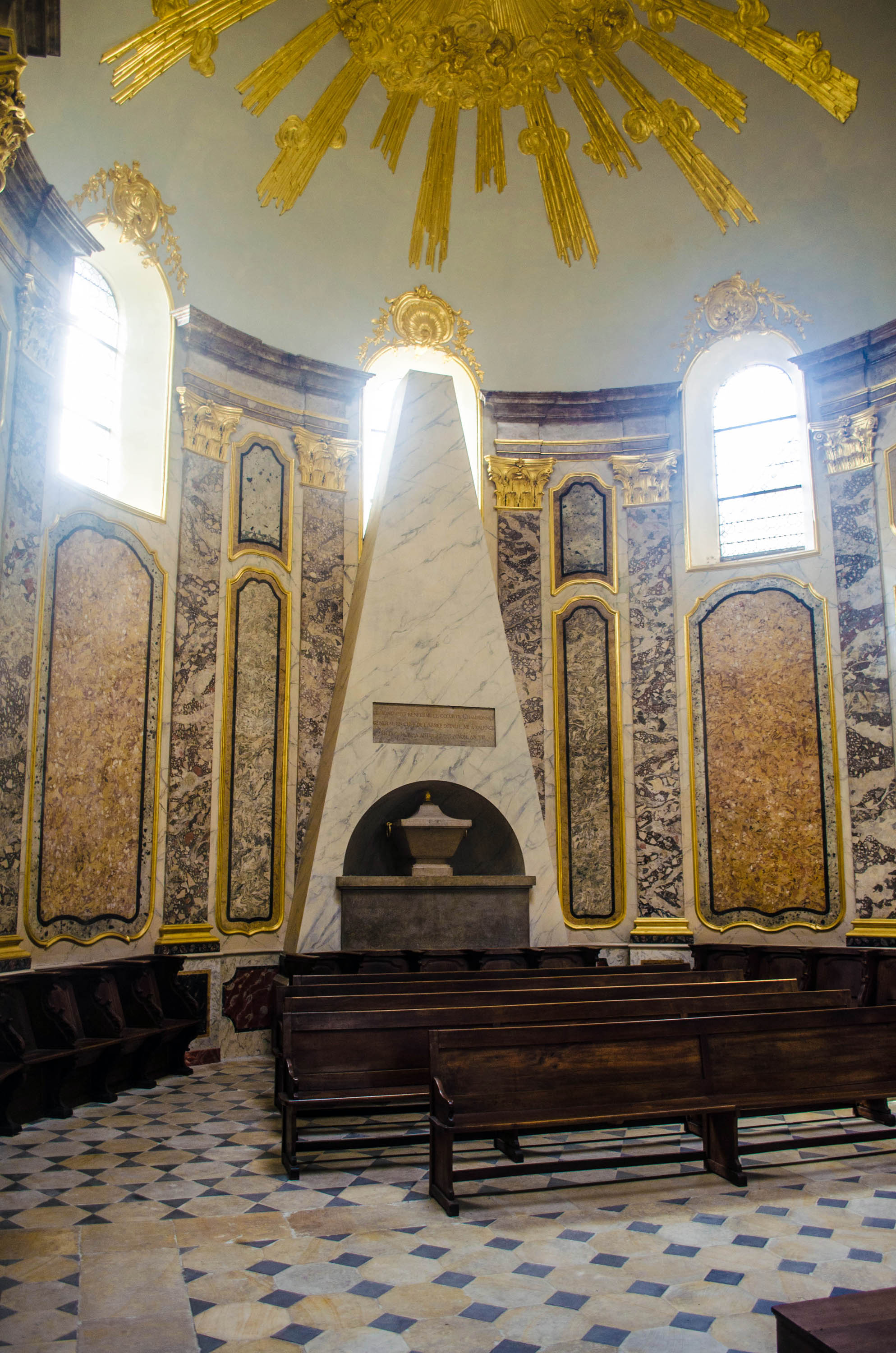
Monument à Championnet dans le chœur du temple protestant Saint-Ruf de Valence
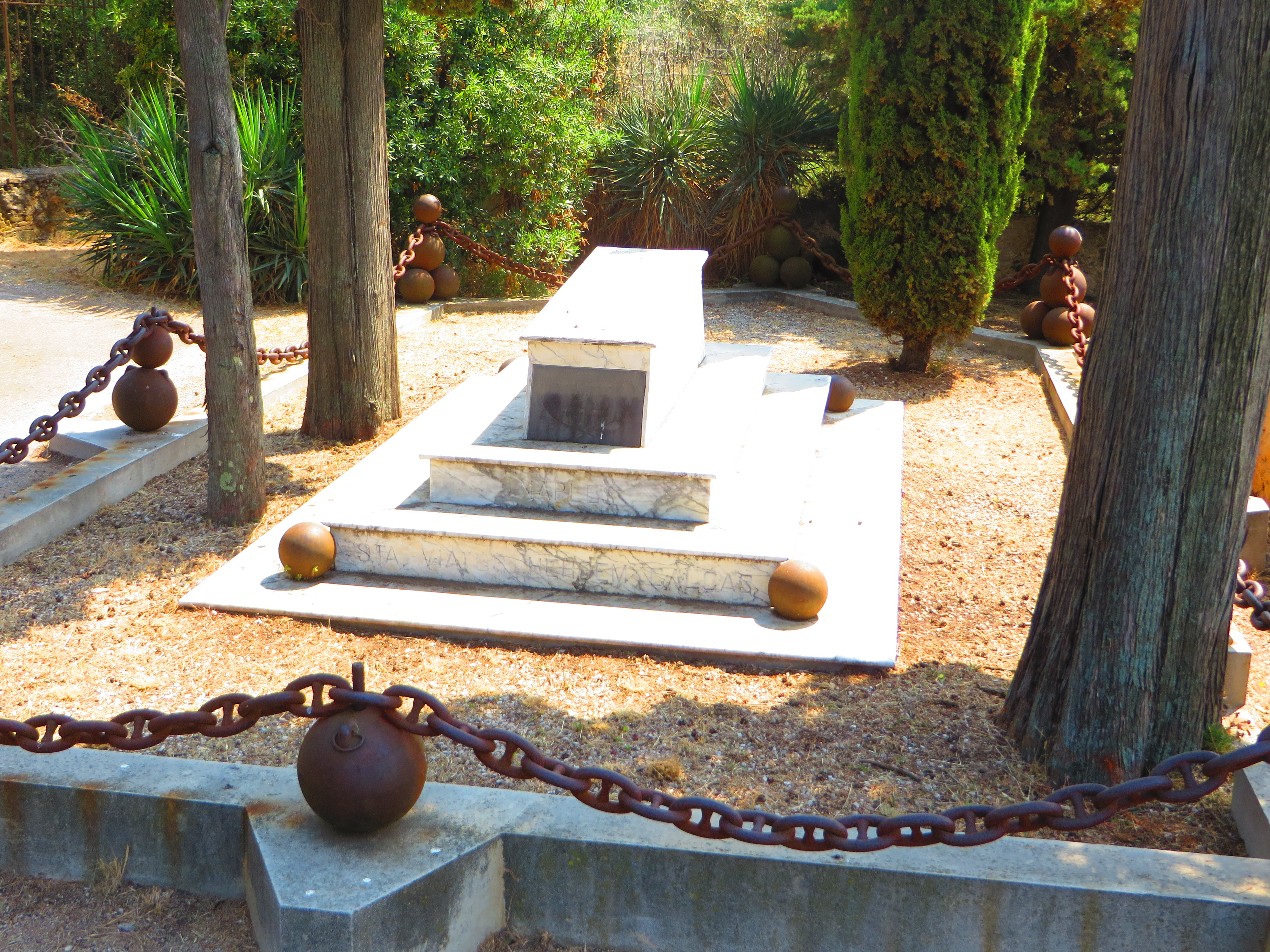
Antibes tombe de Jean-Étienne Championnet.

### Iconographie
Dans la toile l’Apothéose des Héros français morts pour la patrie pendant la guerre de la Liberté (1802), le peintre Anne-Louis Girodet représente le barde Ossian accueillant les généraux Desaix, Kléber, Marceau, Hoche et Championnet.